# چک عمره
چک عمره (به انگلیسی: Chak Umra) یک منطقهٔ مسکونی در پاکستان است که در ناحیه چکوال واقع شده‌است.